# Lederschildpadden
Lederschildpadden (Dermochelyidae) zijn een familie van schildpadden. De groep werd voor het eerst wetenschappelijk beschreven door John Edward Gray in 1825. Er zijn verschillende soorten bekend maar er is tegenwoordig nog maar één vertegenwoordiger in leven; de lederschildpad (Dermochelys coriacea). Alle andere beschreven soorten zijn niet recentelijk uitgestorven, bijvoorbeeld door toedoen van de mens, maar zijn alleen bekend als fossiel.

## Algemeen
De lederschildpadden zijn grote in zee levende schildpadden met een in de lengte geplooide carapax of rugschild zonder benige hoornplaten waar de schildpadden om bekendstaan. De soorten zijn goed aangepast; de poten zijn omgevormd tot roeispanen en het hele lichaam is gestroomlijnd om sneller te kunnen zwemmen. Op het land zijn de dieren echter erg onhandig, alleen dode en stervende lederschildpadden of vrouwtjes komen weleens op het land, in het laatste geval om de eitjes af te zetten, wat ze zo snel mogelijk doen. Hoewel de lederschildpad strikt genomen niet tot de familie zeeschildpadden (Cheloniidae) behoort, wordt de soort vaak wel met 'zeeschildpad' aangeduid. Samen met de zeeschildpadden vormen de lederschildpadden de superfamilie Chelonioidea.

## Levenswijze
Lederschildpadden komen in tegenstelling tot de meeste in zee levende schildpadden voornamelijk voor in koelere wateren in meer gematigde streken tot zelfs dicht bij de poolgebieden. Ze hebben hier ook aanpassingen voor zoals een olie-achtige substantie op het schild die waarschijnlijk dient als isolatie. Ook wordt warmte gegenereerd uit spierbewegingen, wat hoogst uitzonderlijk is voor koudbloedige dieren. Hierdoor is de lichaamstemperatuur hoger dan die van de omgeving, wat waarschijnlijk een van de redenen is dat het dier zich thuis voelt in koelere wateren. Lederschildpadden zijn zeer goede en snelle zwemmers en leggen enorme afstanden af.

## Onderzoek
Het is niet precies bekend hoe de lederschildpadden zich hebben ontwikkeld. Fossiele exemplaren worden tot het geslacht Psephophorus gerekend, waarvan inmiddels vijf uitgestorven soorten bekend zijn. Omdat lederschildpadden, althans de enige overgebleven soort, niet in gevangenschap gehouden kunnen worden is er niet veel over bekend. Het record van het langst in leven gehouden exemplaar is slechts drie jaar, terwijl de lederschildpad in de natuur wel 100 jaar oud kan worden.

## Taxonomie
Familie Dermochelyidae
- Geslacht Dermochelys

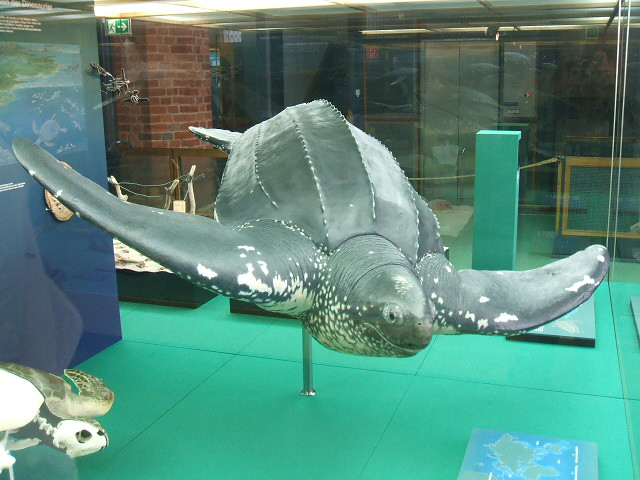
De lederschildpad (Dermochelys coriacea) is de enige levende vertegenwoordiger van de lederschildpadden.

  - Soort Lederschildpad (Dermochelys coriacea)
- †Geslacht Cardiochelys Seago, 1980
- †Geslacht Corsochelys Zangerl, 1960
- †Geslacht Cosmochelys Andrews, 1919
- †Geslacht Egyptemys Wood, Johnson-Gove, Gaffney & Maley, 1996
- †Geslacht Eosphargis Lydekker, 1889
- †Geslacht Mesodermochelys Hirayama & Chitoku, 1996
- †Geslacht Miochelys
- †Geslacht Protosphargis Capellini, 1884
- †Geslacht Psephophorus von Meyer, 1847